# 特沃罗伊里
特沃罗伊里是法罗群岛苏德岛东岸的村庄。与其他几个村庄一起组成特沃罗伊里市镇。
该村庄被认为是建于1836年，当时丹麦皇家专卖局在此开设了一个商店。多年之后特别是当国家专卖局废止后，特沃罗伊里发展为一个大村庄。在进入20世纪时，特沃罗伊里是法罗群岛上较大的城镇之一，并为渔业基地之一。

## 简介
特沃罗伊里教堂是在挪威准备好各个部件后，运到这里。并在1907年搭建，1908年完工的。原有的教堂则搬迁至苏德岛北部的村庄。

## 交通
每天从托尔斯港有两三班轮渡到此，需时两个小时。轮渡可容纳200辆汽车和975名乘客。岛上也有公共汽车前往岛上的各个村庄。

## 体育

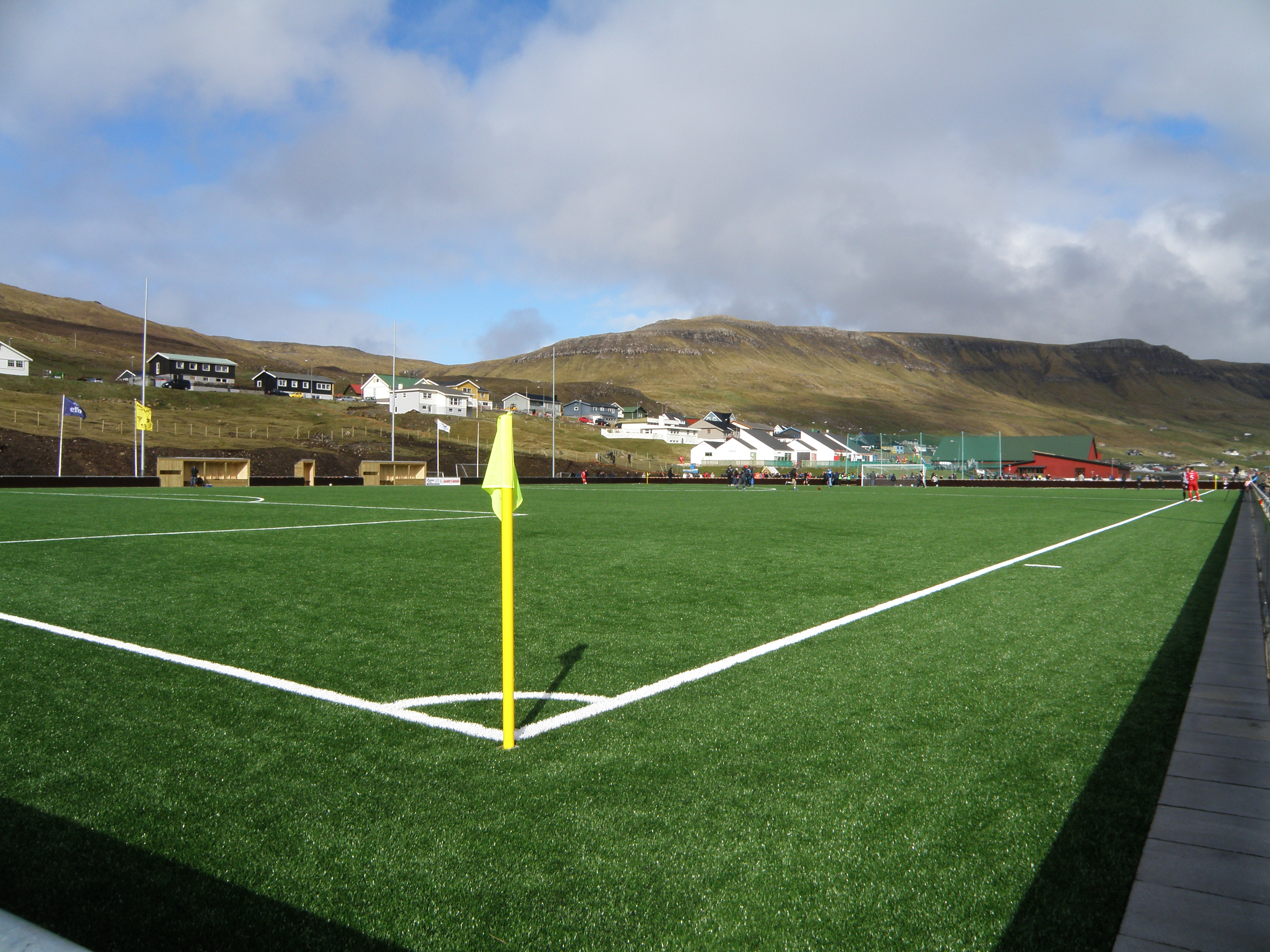
特沃罗伊里足球俱乐部的球场

本地的特沃罗伊里足球俱乐部成立于1892年，为法罗群岛上第一个足球俱乐部。
此为还有一个成立于1934年的划艇俱乐部。南岛的游泳俱乐部也设在这里。